# Juan Valverde de Amusco

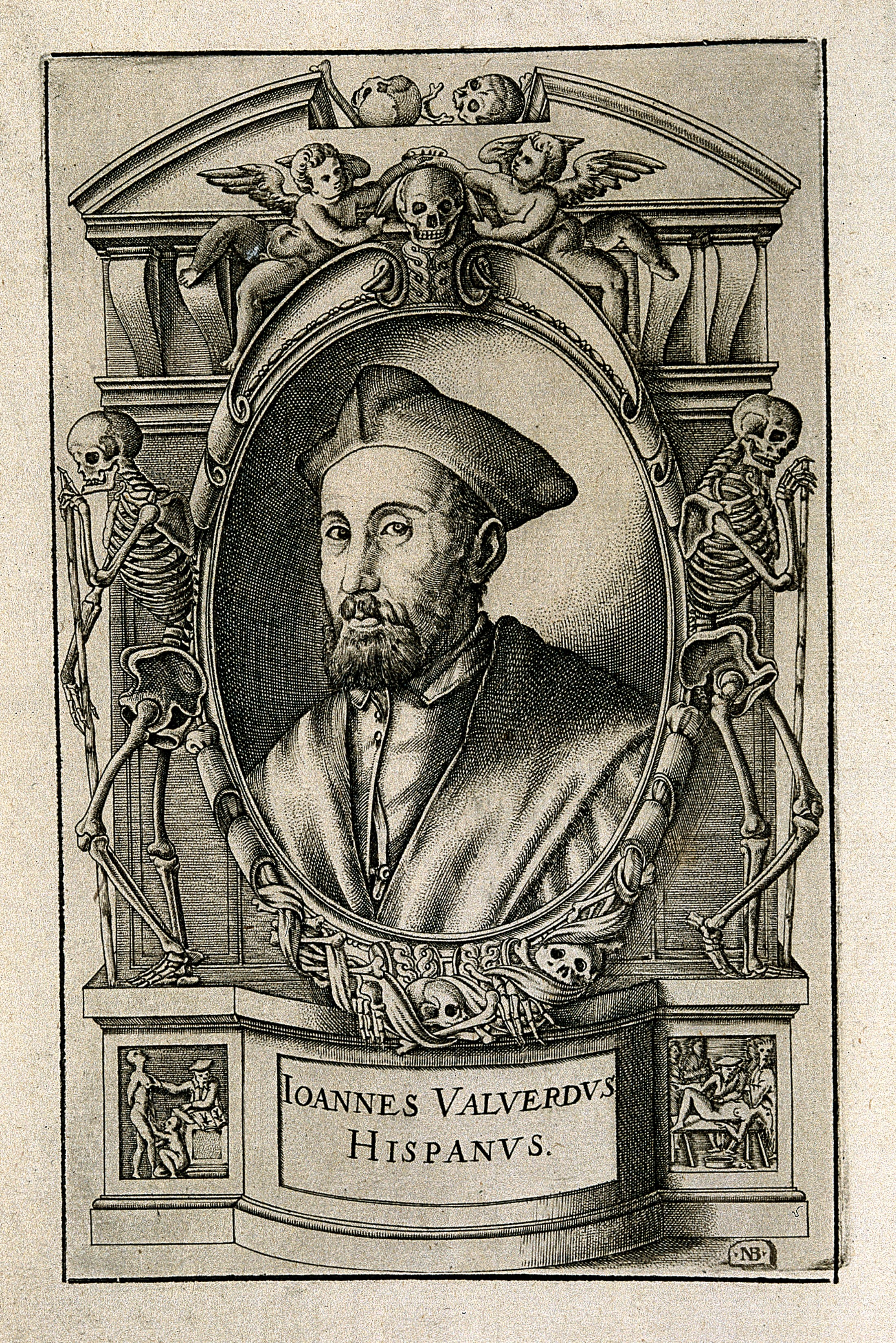
Juan Valverde de Amusco (1589)

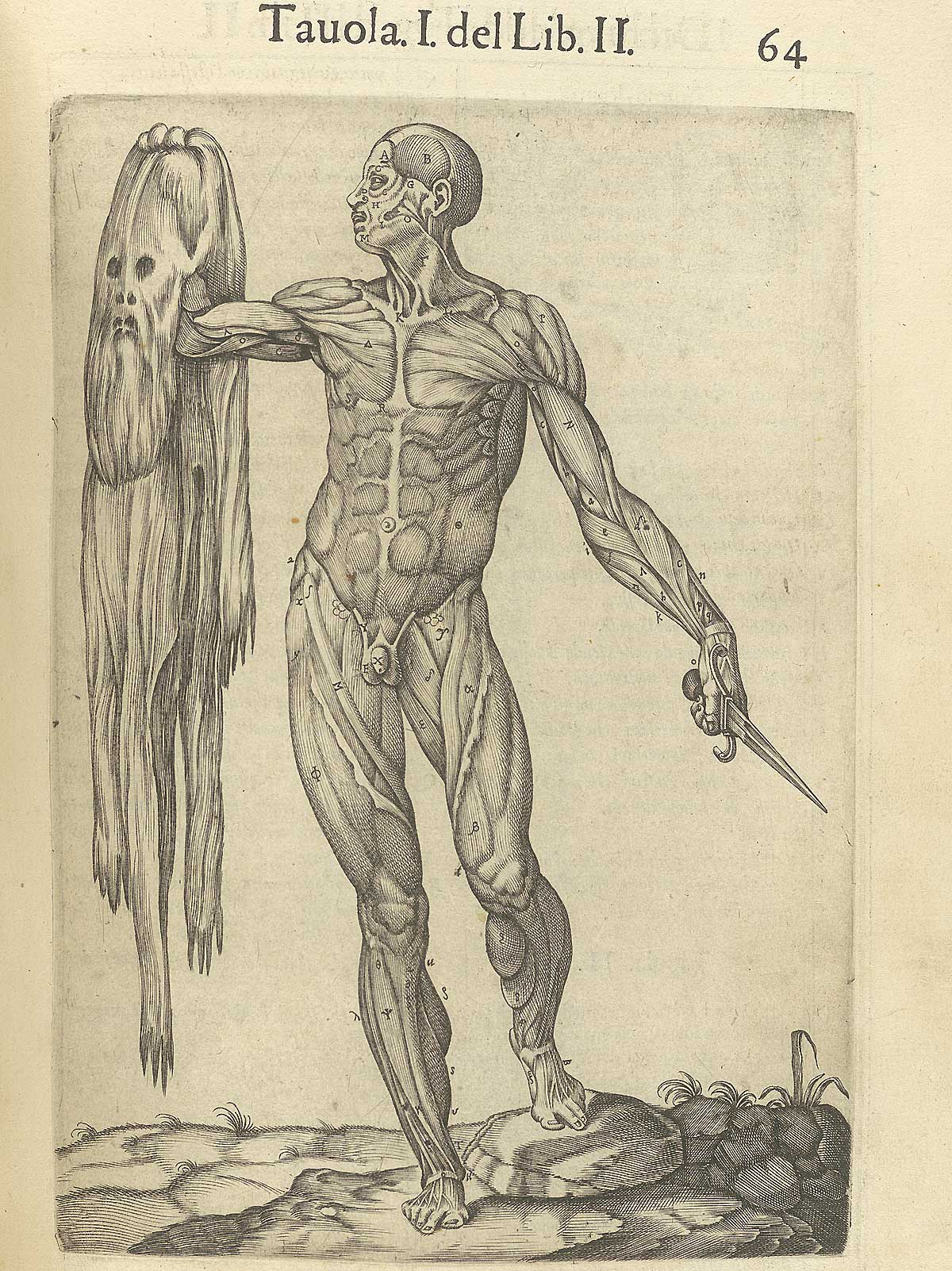
Anatomiestudie (evtl. nach einer Zeichnung von Juan Valverde)

Juan Valverde de Amusco (kurz Juan Valverde, * ca. 1525 in Amusco, Kastilien; † 1587 in Rom) war ein spanischer Anatom.

## Leben
Juan Valverde graduierte an der Universität von Valladolid, doch wegen der in Spanien herrschenden Restriktionen in seinem Fachbereich ging er im Jahr 1542 nach Italien, wo er seine Studien in Padua und Pisa, wo er mit Realdo Colombo zusammentraf, und Rom, wo er auf Bartolomeo Eustachi traf, fortsetzte. Später betätigte er sich als Arzt und blieb bis zu seinem Tod in Rom.

## Werk
Sein erstes wissenschaftliches Werk war De animi et corporis sanitate tuenda libellus, ein Trakta über Hygiene, Ernährung und „gute Sitten“; es wurde erstmals im Jahr 1552 in Paris gedruckt. Die anatomischen Zeichnungen stammen wahrscheinlich von Gaspar Becerra und Pedro de Rubiales. Sein zweites Werk Historia de la composición del cuerpo humano, mit dem er in Gelehrtenkreisen große Beachtung erlangte, wurde vier Jahre später in Rom veröffentlicht. Es erhielt jedoch zahlreiche Abbildungen aus Andreas Vesalius’ bereits im Jahr 1543 veröffentlichten Werk De humani corporis fabrica, doch zu einem Rechtsstreit kam es noch nicht, da es noch keine Autoren- und Kopierrechte gab.